# Heather McNairn
Heather McNairn (Ph.D) est une chercheuse au Centre de recherche et de développement d’Agriculture et Agroalimentaire Canada, à Ottawa. Elle est spécialisée dans les technologies de télédétection, et ses recherches sont axées sur l’utilisation des satellites avec radar à synthèse d’ouverture (SAR) pour surveiller l’état des cultures et des sols,.

## Biographie
Heather McNairn a obtenu un baccalauréat en Sciences de l’environnement de l’Université de Waterloo en 1987, une maîtrise en Sciences des sols de l’Université de Guelph en 1991, et un doctorat en Géographie de l’Université Laval en 1999.

## Carrière
Heather McNairn est aussi professeure affiliée à l’Université de Carleton et à l’Université du Manitoba,. Elle compte plus de 25 ans d’expérience dans la recherche sur des méthodes de surveillance des cultures et des sols au moyen de capteurs multispectraux et hyperspectraux et de radars à synthèse d’ouverture (SAR). Tout au long de sa carrière, elle a dirigé de nombreuses équipes de recherche nationales et internationales et a rédigé plus de 60 articles scientifiques évalués par les pairs.
Heather McNairn a mis au point de nouvelles méthodes pour extraire, à l’aide de satellites avec radar à synthèse d’ouverture, de l’information sur les terres et les sols, comme la couverture terrestre, les résidus de culture, le travail du sol, l’humidité du sol et les caractéristiques biophysiques des cultures. Elle se spécialise aussi dans la mise au point d’approches d’analyse d’image prétraitement au moyen de capteurs multispectraux et hyperspectraux. Heather McNairn a mené un projet de recherche triennal grâce auquel on a mis au point une méthode permettant d’intégrer les données radar et optiques des satellites afin de catégoriser les types de cultures. Cette méthode est maintenant utilisée de façon opérationnelle par Agriculture et Agroalimentaire Canada pour produire chaque année une carte nationale des cultures.
Ses projets actuels incluent la mise au point d’approches pour estimer l’humidité du sol, l’indice de surface foliaire et la biomasse au moyen de capteurs SAR. Ces méthodes offrent de l’information temporelle et spatiale sur les sols et les cultures, qui peut servir par exemple à prévoir les inondations et les sécheresses et à prendre des décisions à l’échelle d’une exploitation agricole donnée.
Son équipe de chercheurs a aussi collaboré avec l’industrie et avec l’Agence spatiale canadienne (ASC) sur la mise au point d’une application conviviale appelée « Trousse HumiSol ». Cette trousse traite les données satellitaires, par exemple du satellite canadien RADARSAT-2, et produit des cartes d’humidité du sol en surface. La trousse est librement accessible et est utilisée par les praticiens de la télédétection partout dans le monde.
Heather McNairn collabore avec la NASA et avec l’Agence spatiale canadienne, ainsi qu’avec de nombreux établissements de recherche canadiens et internationaux,. En 2012, elle a dirigé les travaux de recherche du Canada et des États-Unis visant à recueillir des données sur l’humidité du sol et sur la biomasse des cultures pour aider la NASA à étalonner et à valider son satellite SMAP (Soil Moisture Active Passive) – un système qui fournit des cartes mondiales de l’humidité des sols. En 2012, cette expérience a mis à contribution 75 chercheurs provenant d’universités du Canada et des États-Unis, d’Environnement Canada, du gouvernement du Manitoba, du Department of Agriculture des États-Unis, du Jet Propulsion Laboratory et de la NASA. En raison du succès obtenu en 2012, l’équipe de la NASA chargée du SMAP a demandé que l’on répète cette expérience en 2016.
Les données obtenues en 2016 aident la NASA à peaufiner les cartes d’humidité des sols pour les sites supportant des cultures annuelles, et ce, à l’échelle de la planète. Heather McNairn collabore actuellement avec des chercheurs des Pays-Bas, de l’Italie, de l’Inde et du Chili afin de mettre au point des méthodes SAR pour répondre aux besoins en matière d’information du secteur de l’agriculture. En 2016, l’OCDE lui a remis une bourse qui lui permettra de travailler pendant trois mois au Chili pour aider l’Instituto de Investigaciones Agropecuraris (INIA) à mettre au point des outils de télédétection qui seront utilisés dans l’irrigation à débit variable.

## Prix et distinctions honorifiques
- Médaille du jubilé de diamant de la Reine en 2012 pour ses contributions scientifiques[5]
- Bourse de l’OCDE en 2016 pour un Programme de recherche coopératif

## Intérêts
Heather McNairn est ceinture noire deuxième dan de karaté et a pris part à des compétitions de combat par points pendant de nombreuses années. En 2009, elle a remporté une médaille de bronze dans cette discipline au World Karate and Kickboxing Council World Championships, à Dublin, en Irlande. Elle a depuis raccroché les gants et est maintenant instructrice de conditionnement physique accréditée et propose des entraînements de groupe.